# Get Back Up (T.I.)
Get Back Up è un brano musicale del rapper statunitense T.I., estratto come secondo singolo dall'album No Mercy. Il brano è stato pubblicato il 29 ottobre 2010 e figura il featuring del cantante Chris Brown.

## Tracce
Promo - CD-Single Atlantic - (Warner)
1. Get Back Up - 4:24

## Classifiche
| Classifica (2010)               | Posizione più alta |
| ------------------------------- | ------------------ |
| Australia                       | 91                 |
| Germania                        | 9                  |
| Stati Uniti                     | 70                 |
| Billboard Hot R&B/Hip-Hop Songs | 37                 |
| Billboard Rap Songs             | 20                 |